# Georgie Perris-Redding
Pour les articles homonymes, voir Perris et Redding.
Pas d'image ? Cliquez ici

a Compétitions nationales et continentales officielles uniquement.

b Matchs officiels uniquement.
Dernière mise à jour le 24 avril 2025.
Georgie Perris-Redding, née le 1er octobre 1997 à Détroit (États-Unis), est une joueuse internationale américaine de rugby à XV évoluant au poste de troisième ligne aile. Elle joue en Championnat d'Angleterre aux Sale Sharks.

## Biographie
Georgie Perris-Redding naît le 1er octobre 1997 à Détroit aux États-Unis, mais elle grandit en Angleterre. Elle commence à jouer au rugby à XV à l'âge de sept ans. Elle interrompt momentanément la pratique pour faire du trampoline et de la gymnastique.
Elle revient au rugby plusieurs années plus tard, à 18 ans, en amateur. Elle rejoint l'année suivant le club du Waterloo RFC (en), avec lequel elle obtient une promotion en première division. Elle joue alors au centre ou à l'aile.[réf. nécessaire]
En 2020, elle signe aux Sale Sharks, en compagnie de sa sœur jumelle India. C'est là qu'elle est replacée au poste de troisième ligne aile.
Elle devient internationale américaine en 2022, contre le Canada, lors de la Pacific Four Series. Elle est retenue en septembre pour disputer la Coupe du monde en Nouvelle-Zélande.
En 2023, elle fait partie du groupe des Eagles qui partent en tournée en Espagne et disputent le WXV.
En juin 2024, à la 79e minute du dernier match de la saison, elle quitte le terrain blessée : les ligaments croisés et latéraux de son genou sont rompus, son ménisque sévèrement abimé. Elle est opérée et après une saison blanche et neuf mois de rééducation, elle apprend que la greffe synthétique est rejetée par son organisme et qu'elle doit être opérée à nouveau. Elle est cependant remise à temps pour le début de la préparation des Eagles.